# Matriz do solo

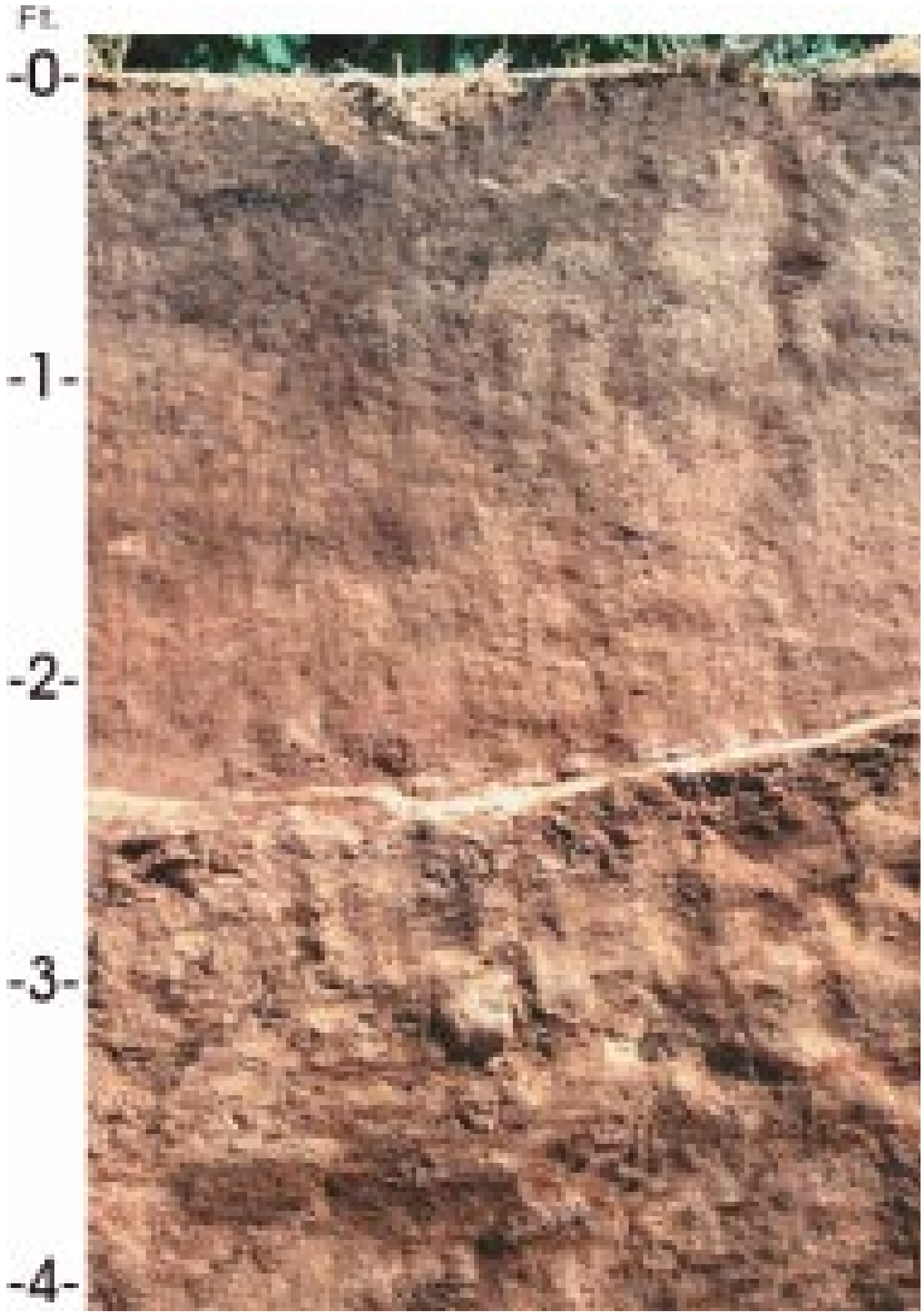
Matiz de um solo rico em sesquióxidos no Vale de San Joaquin, Califórnia.

Matriz do solo (por vezes terra fina) é a designação dada nas ciências do solo à fração sólida dos materiais constituintes dos solos, essencialmente composta por minerais e mineraloides, por húmus e por matéria orgânica em diversos estágios de decomposição. A distribuição do tamanho das partículas da matriz do solo, geralmente referida como a textura do solo, determina muitas das propriedades do solo, em particular a condutividade hidráulica e o potencial hídrico e a capacidade de troca iónica. Contudo, as características físico-químicas dessas partículas podem modificar fortemente essas propriedades, sendo especialmente importantes a mineralogia das partículas mais finas do solo (as argilas), o tipo de matéria orgânica presente (e o seu grau de humificação) e as características dos complexos argilo-húmicos formados.

## Descrição
As partículas sólidas que compõem os solos, independentemente da sua natureza, podem ser classificadas pela sua composição química (mineralogia) e pelo seu tamanho. Contudo, tradicionalmente, as partículas do solo costumam ser divididas em dois grandes grupos: (1) a fração mineral, essencialmente constituída por silicatos de diversa natureza e por minerais e mineraloides derivados, incluindo os fragmentos de rocha mãe e outras rochas carreadas para o solo; e (2) a fração orgânica, constituída por húmus e por matéria orgânica em diversos estados de decomposição. De fora, apesar de eventualmente poderem ser considerados como sólidos, ficam os organismos vivos, incluindo as raízes das plantas, as hifas fúngicas e toda a biomassa microbiana que, nalguns casos, pode representar a maioria do volume (ou mesmo da massa) do solo. 
Especialmente em literatura mais antiga, há casos em que o conceito de matriz do solo se reduz à fração mineral, não sendo considerada a fração orgânica, mesmo quando seja matéria orgânica em avançado estado de humificação ou mesmo de húmus estabilizado. Nessas aceções, a matriz do solo é constituída apenas pelos minerais e mineraloides presentes.

### Fração mineral
A fração mineral da matriz do solo é essencialmente constituída por minerais e mineraloides de diversa natureza, incluindo os fragmentos de rocha mãe e outras rochas carreadas para o solo. A forma mais comum de os classificar é de acordo com o seu tamanho, seguindo a mesma metodologia que é utilizada para descrever a textura do solo.
Cascalho, areia e silte
O cascalho, a areia e o silte são as maiores partículas do solo e a sua mineralogia é muitas vezes herdada do material parental do solo, mas pode incluir produtos da meteorização (como concreções de carbonato de cálcio ou óxido de ferro) ou resíduos mineralizados de plantas e animais (como os fitólitos, restos silificados de plantas).
O quartzo é o mineral mais comum na fração de areia e silte, pois é resistente à meteorização química, excepto em climas quentes. Outros minerais comuns são os feldspatos, as micas e os minerais ferromagnesianos como as piroxenas, anfíbolas e olivinas, que são dissolvidos ou transformados em argilas sob a influência combinada de processos físico-químicos e biológicos.
Argilas e coloides minerais
Devido à sua alta área de superfície específica e suas cargas elétricas negativas desequilibradas, a argila é o componente mineral mais ativo do solo. As argilas são maioritariamente materiais cristalinos, mas frequentemente estão presentes no solo em formas coloidais, frequentemente associadas à fração orgânica sob a forma de complexos organominerais.
Nos solos, a argila é uma das classes de textura do solo e é definida no sentido físico como qualquer partícula mineral menor que 2 μm de diâmetro efetivo. Muitos minerais do solo, como o gesso, os carbonatos ou o quartzo, são suficientemente pequenos para serem classificados como argila com base apenas no seu tamanho físico, mas quimicamente não oferecem a mesma utilidade que os minerais argilosos definidos mineralogicamente. Quimicamente, os minerais de argila são uma variedade de filossilicatos com propriedades reativas bem definidas.
Antes do advento das técnicas de difração de raios X, a argila era considerada como sendo formada por partículas muito pequenas de quartzo, feldspato, mica, hornblenda ou augite, contudo demonstrou-se que, com excepção das argilas à base de micas, estes minerais são um precipitado com uma composição mineralógica dependente, mas diferente, do material parental que lhes deu origem, sendo classificadas como um mineral secundário.
O tipo de argila que se forma é função do material parental de origem, este por sua vez e boa parte resultado da rocha mãe, e da composição dos minerais em solução. Os minerais argilosos continuam a ser formados enquanto o solo existir, num constante equilíbrio com as condições edafo-climáticas prevalecentes em cada momento. As argilas à base de mica resultam de uma modificação do mineral primário, a mica, de tal forma que se comporta e é classificado como uma argila. A maioria das argilas são cristalinas, mas algumas argilas, ou algumas partes de minerais argilosos, são amorfas, sendo assim melhor classificadas como mineraloides. As argilas de cada solo são uma mistura dos vários tipos de argila, mas um tipo geralmente predomina, resultados das caraterísticas específicas do solo e do seu material parental e dos processos que estiveram na sua origem.
Normalmente, estão presentes nos solos quatro grupos principais de minerais de argila: caulinite, montmorilonite-smectite, ilite e clorite. A maioria das argilas é cristalina e a maioria é composta de três ou quatro planos de oxigénio mantidos juntos por planos de alumínio e silício por meio de ligações iónicas que juntas formam uma única camada de argila. O arranjo espacial dos átomos de oxigénio determina a estrutura da argila. Metade do peso da argila é oxigénio, mas em termos de volume, este elemento representa 90% do volume total. As camadas de argila às vezes são mantidas juntas por pontes de hidrogénio, pontes de sódio ou de potássio e, como resultado, incham menos na presença de água. Argilas como montmorilonite têm camadas que estão frouxamente ligadas e incham muito quando as moléculas de água se intercalam entre as camadas.
Num sentido mais amplo, as argilas podem ser classificadas como:
- Argilas alumino-silicatadas (montmorilonite, ilite, vermiculite, clorite, caulinite) — Este grupo de argilas são aluminossilicatos caracterizados pela regularidade da sua estrutura cristalina ou quase-cristalina.[27] Átomos de oxigénio em ligação iónica com átomos de silício formam uma estrutura de coordenação tetraédrica (com o silício ao centro) que por sua vez forma folhas de sílica. Duas folhas de sílica são unidas por um plano de alumínio que forma uma coordenação octaédrica, chamada alumina, com os átomos de oxigénio das folhas de sílica situadas acima e abaixo.[28] Iões de hidroxilo (OH−) por vezes substituem os átomos de oxigénio. Durante o processo de formação da argila, o ião Al3+ pode substituir o ião Si4+ na camada de sílica, e até um quarto dos átomos de alumínio Al3+ pode ser substituído por Zn2+, Mg2+ ou Fe2+ na camada de alumina. A substituição de catiões de valência inferior por catiões de valência superior (ou seja, por isomorfo de substituição) dá à argila uma carga eletronegativa local em torno do átomo de oxigénio[28] que atrai e retém água e iões do solo carregados positivamente, alguns dos quais são valiosos para o crescimento das plantas.[29] A substituição isomórfica ocorre durante a formação da argila e não muda com o tempo.[30][31] Os principais grupos de aluminossilicatos são os seguintes:
  - Montmorilonite — estas argilas são compostas por quatro planos de oxigénio com dois planos de silício e um plano central de alumínio intercalado entre os dois. A montmorilonite é um aluminossilicato com uma proporção de 2:1 de silício para alumínio, o que leva a que seja considerada um argilomineral do tipo 2:1.[32] Os sete planos juntos formam um único cristal de montmorilonite. Os cristais são fracamente mantidos juntos e as moléculas de água podem intercalar-se entre camadas, fazendo com que a argila inche até dez vezes o seu volume seco.[33] Ocorre em solos pouco lixiviados, por isso é encontrado em regiões áridas, embora também possa ocorrer em climas húmidos, dependendo da sua origem mineralógica.[34] Como os cristais não são ligados face a face, toda a superfície fica exposta e disponível para reações de superfície, portanto, estas argilas apresentam alta capacidade de troca catiónica (CTC).[35][36][37]
  - Ilite — é uma argila 2:1, por isso semelhante em estrutura à montmorilonite, mas apresenta pontes de potássio entre as faces dos cristais de argila e o grau de expansão depende do grau de meteorização do feldspato potássico presente.[38] A área de superfície ativa é reduzida devido às pontes iónicas de potássio. A ilite resulta da modificação das micas, um mineral primário. É frequentemente encontrada em conjunto com a montmorilonite e com os seus minerais primários. Possui capacidade de troca catiónica moderada.[39][36][40][41][42]
  - Vermiculite — é uma argila à base de mica, semelhante à ilite, mas os cristais de argila são mantidos juntos de forma mais frouxa por átomos de magnésio hidratado, o que permite fácil inserção de moléculas de água, pelo que este mineral incha, mas não tanto quanto a montmorilonite.[43] Tem uma capacidade de troca catiónica muito elevada.[44][45][41][42]
  - Clorite — é uma argila semelhante à vermiculite, mas a ocasional ligação frouxa por pontes iónicas de magnésio hidratado é substituída por uma folha de magnésio hidratado, que une firmemente os planos acima e abaixo dela. Possui dois planos de silício, um de alumínio e outro de magnésio; portanto, é uma argila 2:2.[46] A clorite não incha e tem baixa capacidade de troca catiónica.[44][47]
  - Caulinite — é uma argila muito comum, altamente meteorizada, e mais comum que a montmorilonite em solos ácidos.[48] Possui um plano de sílica e um plano de alumina por cristal; portanto, é uma argila do tipo 1:1. Um plano de sílica de montmorilonite é dissolvido e substituído por hidroxilos, o que produz fortes pontes de hidrogénio com os átomos de oxigénio na superfície da folha de argila mais próxima.[49] Como resultado, a caulinite não incha em água e tem uma baixa área de superfície específica, e como quase nenhuma substituição isomorfa ocorre, tem uma capacidade de troca catiónica muito baixa.[50] Onde a precipitação é alta, os solos ácidos lixiviam seletivamente mais sílica do que alumina das argilas originais, deixando a caulinite como argila dominante.[51] Meteorização ainda mais intensa resulta em argilas de sesquióxido.[52][23][37][40][53][54]
- Argilas contendo carbonatos e sulfatos (calcite (CaCO3), dolomite (CaMg(CO3)2) e gesso (CaSO4·2H2O)) — Os minerais de argila ricos em iões carbonato e sulfato são muito mais solúveis e, portanto, são encontrados principalmente em solos desérticos, onde a lixiviação é menos ativa.[55]
- Argilas amorfas (misturas incipientes de sílica (SiO2-OH) e alumina (Al(OH)3, com forte presença de alofanas, que ainda não formaram cristais regulares) — as argilas amorfas são de formação recente e ainda incipiente, em geral encontradas em depósitos recentes de cinzas vulcânicas, especialmente em solos cujo material parental são piroclastos.[56] São misturas de alumina e sílica que não tomaram ainda a forma cristalina ordenada das argilas aluminossilicatadas, o que com o decorrer do tempo acabará por acontecer. A maioria de suas cargas negativas tem origem na presença de iões hidroxilo, que podem ganhar ou perder um ião hidrogénio (H+) em resposta ao pH do solo. Estas argilas podem ter uma carga negativa fornecida pelo ião hidroxilo (OH-) a que estão ligadas, que pode atrair um catião, ou perder o hidrogénio da hidroxilo para a solução e exibir uma carga positiva que pode atrair aniões. Como resultado, estas argilas podem exibir capacidade de troca catiónica elevada numa solução do solo ácida ou, em alternativa, alta capacidade de troca aniónica numa solução do solo básica.[52]
- Argilas de sesquióxidos (argilas antigas e altamente lixiviadas que resultam em óxidos de ferro, alumínio e titânio) — Este grupo de argilas é o produto de forte lixiviação, em geral resultado de condições de forte pluviosidade, que levou à perda da maior parte da sílica das argilas aluminossilicatadas, deixando no solo os óxidos de ferro e de alumínio menos solúveis, especialmente hematite (Fe2O3), hidróxido de ferro (Fe(OH)3) e hidróxido de alumínio sob a forma de gibbsite (Al(OH)3). Também estão geralmente presentes óxidos de manganês hidratado sob a forma de birnessite (MnO2). Esta composição é observada na maioria dos perfis lateríticos resultantes da meteorização de solos tropicais.[57] Leva centenas de milhares de anos de lixiviação para criar argilas de sesquióxidos..[58] Sesqui é latim para "um e meio": há três partes de oxigénio para duas partes de ferro ou alumínio; portanto, a proporção é de um e meio (o que não é verdade para todos os casos). Estes materiais são hidratados e agem como sólidos amorfos ou cristalinos, sendo na maior parte dos casos mineraloides. Mesmo quando molhados, não são viscosos e não incham, pelo que os solos ricos nestas argilas comportam-se como solos arenosos e podem rapidamente drenar a água das chuvas ou da irrigação. Este materiais são capazes de reter grandes quantidades de fosfatos, um processo sorptivo que pode, pelo menos em parte, ser inibido na presença de matéria orgânica humificada (húmus).[59] Os sesquióxidos têm baixa capacidade de troca catiónica, mas como minerais de carga variável são capazes de reter tanto aniões como catiões.[60] A coloração desses solos varia de amarelo a vermelho. As argilas ricas em sesquióxidos tendem a reter o fósforo com tanta força que este macronutriente fica indisponível para absorção pelas plantas.[61][62][63]

### Fração orgânica
Húmus
O húmus é um dos dois estágios finais da decomposição da matéria orgânica. Sendo um material muito estável, permanece no solo como o componente orgânico da matriz do solo, enquanto o outro estágio, o dióxido de carbono, é liberado livremente na atmosfera ou reage com cálcio para formar bicarbonato de cálcio solúvel. Embora o húmus possa permanecer no solo por mais de um milhar de anos, na escala maior da idade dos componentes minerais do solo, pode ser considerado como temporário, sendo finalmente libertado como CO2 para a atmosfera do solo.
Apesar disso, o húmus contém compostos muito estáveis, como as ligninas (30%) e os açúcares complexos (poliuronídeos, 30%), proteínas (30%), ceras e gorduras que são resistentes à decomposição por micróbios e podem formar complexos com metais, facilitando a sua migração descendente no perfil do solo (podzolização).
No entanto, embora o húmus seja originário principalmente de órgãos vegetais mortos (madeira, casca, folhagem, raízes), grande parte do húmus provém de compostos orgânicos excretados por organismos do solo (raízes, micróbios, animais) e de sua decomposição após a morte.
A composição química destes materiais é 60% de carbono, 5% de azoto, algum oxigénio e o restante de hidrogénio, enxofre e fósforo. Com base no peso seco, a capacidade de troca catiónica do húmus é muitas vezes maior que a da argila.
O húmus desempenha um papel importante na regulação do carbono atmosférico, através do sequestro de carbono no perfil do solo, mais especialmente em horizontes mais profundos onde a actividade biológica é reduzida.
Outra matéria orgânica
Para além do húmus estabilizado, os solos são um repositório de matéria orgânica em diversos estados de decomposição. Entre os materiais presentes no solo estão os restos mortais de organismos de todos os grupos taxonómicos, partes de organismos (folhagem, ramos e raízes mortas) e secreções de diversa natureza que são libertadas pelo biota do solo. Merece particular referência a manta morta (ou serrapilheira) e a consequente actividade biológica por ela gerada. Uma mistura particularmente intensa de substâncias orgânicas e minerais ocorre no intestino das minhocas (Lumbricina), onde os agregados são estabilizados pela mucilagem secretada pelas paredes do tubo digestivo. O complexo organo-húmico resultante é posteriormente processado pelas bactérias e fungos presentes no biota do solo. Esta construção viva só ocorre com forte atividade da vida do solo em solos superficiais ricos em húmus e nutrientes, nos quais se forma uma estrutura sob a camada humífera que resulta numa manta de húmus em aerobiose designada por húmus doce (por vezes referido por mull).
O armazenamento e a mobilização do carbono do solo são processos que dependem fortemente da influência do clima. Os processos de armazenamento e mobilização estão normalmente em equilíbrio através de uma relação dinâmica entre a produção e a mineralização da matéria orgânica que tende para a manutenção de um teor constante de matéria orgânica no solo. Contudo, o equilíbrio tende presentemente a favor da mobilização, ou seja, da redução do teor de matéria orgânica no solo, em boa parte consequência do aquecimento global que se vem verificando, especialmente nas regiões onde exista permafrost.

## Carbono e «terra preta»
No ambiente extremo de altas temperaturas e forte lixiviação causada pelas fortes chuvas das florestas tropicais, a argila e os coloides orgânicos são em grande parte destruídos. A forte percolação lava as argilas alumino-silicatadas do solo, deixando apenas argilas contendo sesquióxidos com baixa capacidade de troca catiónica. As altas temperaturas e humidade constante permitem que bactérias e fungos decomponham virtualmente qualquer matéria orgânica presente no chão da floresta tropical num muito curto espaço de tempo (em dias) e muitos dos nutrientes são volatilizados ou lixiviados do solo e perdidos, deixando apenas um fino tapete de raízes diretamente sobre o solo mineral.
No entanto, o carbono na forma de carvão vegetal finamente dividido, também conhecido como carbono negro, é muito mais estável do que os coloides do solo e é capaz de realizar muitas das funções dos coloides nos solos subtropicais. Os solos que contenham quantidades substanciais de carvão vegetal, de origem antrópica, são denominados «terra preta» (ou «terra preta de índio»). Na Amazónia, a presença de «terra preta» atesta o conhecimento agronómico das antigas civilizações ameríndias.
Suspeita-se que a minhoca pantropical Pontoscolex corethrurus contribua para a divisão fina do carvão e a sua mistura com o solo mineral no contexto atual das queimadas, ou agricultura itinerante, ainda praticado por tribos ameríndias.
A investigação sobre as práticas agrícolas em solos de «terra preta» ainda é recente, mas é promissora. Os períodos de pousio nas terras pretas da Amazónia podem ser tão curtos quanto 6 meses, enquanto os períodos de pousio em oxisols são geralmente de 8 a 10 anos de duração.
A incorporação de carvão nos solos agrícolas para melhorar a retenção de água e nutrientes tem sido designada por biochar, sendo estendida a outros subprodutos carbonizados ou ricos em carbono, sendo uma técnica cada vez mais usada em agricultura sustentável, especialmente em agricultura tropical.
As técnicas de biochar também permitem a absorção irreversível de pesticidas e outros poluentes, um mecanismo que diminui a mobilidade destes produtos e, portanto, o seu risco ambiental. Esta técnica também tem sido apontada como um meio de aumentar o sequestro de carbono no solo, mitigando assim o chamado efeito de estufa. No entanto, o uso de biochar é limitado pela disponibilidade de madeira ou outros produtos da pirólise e pelos riscos causados pela concomitante desflorestação.